# Claudio Vargas Villalba
Claudio David Vargas Villalba (Asunción, 15 dicembre 1985) è un calciatore paraguaiano, centrocampista del Libertad.

## Carriera
Nella stagione 2009-2010 ha giocato nella Primera Division argentina con la maglia del neo-promosso Tucumán.

## Palmarès

### Club

#### Competizioni nazionali
- Campionato paraguaiano: 1

Cerro Porteño: 2005